# Alewtina Aparina
Alewtina Wiktorowna Aparina (ros. Алевти́на Ви́кторовна Апа́рина, ur. 20 kwietnia 1941 w Stalingradzie, zm. 29 grudnia 2013 w Wołgogradzie) – radziecka i rosyjska polityk.
W latach 1959–1965 pracowała w radzie wiejskiej, później była nauczycielką, od 1968 aktywistka Komsomołu, następnie KPZR. W latach 1968–1973 sekretarz centralnego rejonowego komitetu Komsomołu w Wołgogradzie, w latach 1973–1976 kierownik wydziału organizacyjnego centralnego komitetu rejonowego Komsomołu w Wołgogradzie, w latach 1983–1991 I sekretarz tego komitetu. W 1991 była sekretarzem Komitetu Obwodowego KPZR w Wołgogradzie, w latach 1991–1993 kierowała regionalną organizacją Socjalistycznej Partii Robotników, członkini Rady Federalnej tej partii, później kierowała Wołgogradzkim Komitetem Obwodowym KPFR. Od 1995 członkini KC KPFR, od 1997 w Prezydium KC KPFR. W 1993, 1995, 1997, 1999 i 2003 wybierana deputowaną Dumy Państwowej Federacji Rosyjskiej, członkini frakcji KPFR. Odznaczona Orderem Znak Honoru i Medalem 100-lecia urodzin Lenina.